# マリー (タレント)
マリー（1986年4月17日 - ）は、日本のタレントである。京都府出身。身長173cm。

## 人物
- 母親は日本人、父親はカナダ人。
- 他に家族は姉がおり、名前は「ジェニー」。2009年2月25日にジェニーの子供が誕生したことがマリー本人のブログで公開された。
- 以前は英語が喋れないというのが悩みだった。
- 前向きで明るい性格。いつかは英語を喋れるようになり、海外へ行くのが夢。
- 自分自身のブログを持っている。
- 趣味はミュージカル鑑賞とダンス。
- 特技は新体操と歌。
- 体を鍛えている。
- 生放送特番!!リトル・チャロ ケータイで試そうあなたの英語力1では優勝した。

## 出演

### バラエティ
- リトル・チャロ カラダにしみこむ英会話（2008年3月31日〜2010年3月22日、NHK教育）　-　チャロ・サポーター
- 『ぷっ』すま（2008年7月15日、テレビ朝日）　-　ゲスト
- 生放送特番!!リトル・チャロ ケータイで試そうあなたの英語力1（2008年7月27日、NHK教育）　-　チャロ・サポーター
- リトル・チャロ ケータイで試そうあなたの英語力2（2008年10月19日、NHK教育）　-　チャロ・サポーター
- リトル・チャロ ケータイで試そうあなたの英語力3 （2009年1月11日、NHK教育） - チャロ・サポーター
- リトル・チャロ ケータイで試そうあなたの英語力4 （2009年3月22日、NHK教育） - チャロ・サポーター
- 英語でしゃべらナイト（2009年2月23日、NHK）　-　インタビューゲスト

### CM
- TOTO 「システムキッチン CRASSO（クラッソ）」（2011年）